# Christlicher Bauernverein für den Kreis Unterfranken und angrenzende Gebiete
Der Christliche Bauernverein für den Kreis Unterfranken und angrenzende Gebiete wurde anlässlich des 40. Deutschen Katholikentages am 28. August 1893 in Würzburg gegründet.
Er war der erste von mehreren bayerischen Bauernvereinen, die sich 1881 zum Bayerischen Christlichen Bauernverein zusammenschlossen. Der Gründer des Vereins, der Bürgermeister von Zeil am Main, Franz Burger, führte den Verein von 1893 bis 1920, von 1920 bis 1933 war Franz Herbert aus Kolitzheim erster Vorsitzender. Das Vereinsblatt trug den Titel Der Fränkische Bauer und erschien von 1893 bis 1933.